# Maison Krayer
La Maison Krayer (en hongrois : Krayer-ház) est un édifice situé dans le 13e arrondissement de Budapest. 